# こんにちはふるさとさん
『日曜ゴールデンショー こんにちはふるさとさん』は、1970年4月5日から同年6月28日までフジテレビで放送されていた情報番組である。全13回。放送時間は毎週日曜 12:00 - 12:55 （日本標準時）。
出演者たちが「キャラバン隊」を結成して日本中を旅し、各地のお祭りや町の特色を紹介していた。副題の「日曜ゴールデンショー」は、番組の終了後にスタートした後番組のタイトルに流用された。

## キャラバン隊
- 坂本スミ子
- 毒蝮三太夫
- ファイティング原田
- ポコ・ア・ポコ
- 小林大輔（当時フジテレビアナウンサー）
- 岡正（後のフジテレビプロデューサー）

参考：『サンケイ新聞』産業経済新聞社、1970年4月5日付4面の番組宣伝広告。

## 放送リスト
| 回 | 放送日  | サブタイトル                       | ゲスト                          |
| -- | ------- | ---------------------------------- | ------------------------------- |
| 1  | 4月5日  | 坂本スミ子の結婚式                 | アイ・ジョージ、和田アキ子      |
| 2  | 4月12日 | ホステスとふるさとの母のテレビ対面 | 八田一朗                        |
| 3  | 4月19日 | F原田の一日三助                    | 富永一朗、江利チエミ            |
| 4  | 4月26日 | 名物町長奮戦記                     | 村田英雄                        |
| 5  | 5月3日  | 出るか18兆埋蔵金                   | 水原弘                          |
| 6  | 5月10日 | 女ばかりの島                       | 千昌夫                          |
| 7  | 5月17日 | 浅草三社祭に集まれ                 | 舟木一夫、加東大介、横尾忠則    |
| 8  | 5月24日 | ダービー㊙情報                     | 伴淳三郎、北島三郎、じゅん&ネネ |
| 9  | 5月31日 | 田植だ！九ちゃん！八郎潟だ！       | 坂本九                          |
| 10 | 6月7日  | （不明）                           | 都はるみ                        |
| 11 | 6月14日 | （不明）                           | 水前寺清子、輪島関              |
| 12 | 6月21日 | ニッポン人造時代                   | 和田アキ子、奥村チヨ            |
| 13 | 6月28日 | 汽車ポッポごくろうさん             | （不明）                        |

参考：『サンケイ新聞』産業経済新聞社、1970年4月5日 - 同年6月28日付のラジオ・テレビ欄。